# Koło małe

Koło małe na sferze

Koło małe – koło powstałe przez przecięcie kuli płaszczyzną nie przechodzącą przez jej środek. W polskim piśmiennictwie używa się tego terminu niekonsekwentnie także w odniesieniu do okręgów małych, czyli okręgów powstałych przez przecięcie sfery płaszczyzną nie przechodzącą przez jej środek. W piśmiennictwie anglosaskim używa się jednak terminu small circle (okrąg mały) a nie small disk.
Koła małe w odróżnieniu od kół wielkich nie są prostymi geometrii sferycznej, gdyż nie wskazują najkrótszych dróg pomiędzy punktami. Przykładami takich kół na sferze niebieskiej są koła łączące punkty o tej samej wysokości nad horyzontem (almukantary) bądź koła stałej deklinacji.